# リッチモンド (装甲艦)
CSS リッチモンド （CSS Richmond）は南北戦争中のアメリカ連合国海軍（南部海軍）のリッチモンド級衝角装甲艦。

## 艦歴
リッチモンドは、ジョン・ポーター（John L. Porter）が設計し、バージニア州の住民が金銭とスクラップ鉄を寄付し、ゴスポート海軍工廠で建造された。リッチモンドは装甲艦バージニアのイメージを基に設計されているため、バージニア2が起工されるまでの数ヶ月間、しばしば南軍では「バージニア2世」、「バージニア No.2」、「ヤング・バージニア」と呼ばれ、北軍側の記録では「メリマック No.2」、「ニュー・メリマック」、「ヤング・メリマック」と呼ばれていた。
1862年3月から建造が始まったが、5月6日の夜には北軍がゴスポート海軍工廠とジェームズ川下流を奪回した。これから逃れるために5月6日の昼に進水し南部の首都であるリッチモンドへと曳航された。このため、リッチモンドはリッチモンドで艤装され、1862年7月にはロバート・ペグラム中佐を艦長としてジェームズ川艦隊に加わった。合計22インチの厚さがあるイエロー・パインとオーク材に加え4インチ厚の鉄板がバージニアの砲郭部を防御していたが、造船所の監督であるジョン・バローズ（John H. Burroughs）によると水面下3.5フィートまで鉄板で装甲されていた。
1863年から1864年の初頭まで、ジェームズ川の戦線は静かであったが、1864年5月から重大なできごとが立て続けに起こった。フレンチ・フォレスト（）French Forrest）大佐が率いる新造装甲艦3隻からなる艦隊は、小さな戦闘をいくつも行った。
1864年中、リッチモンドはウィリアム・パーカー（William Harwar Parker）大尉を艦長として、4月13日にはダッチ・ギャップ（Dutch Gap）、9月29日から10月1日にかけてはハリソン要塞（Fort Harrison）、10月22日にはチャフィン・ブラフ（Chaffin's Bluff）での戦闘に参加した。1865年1月23日ー24日、リッチモンドはトレント・リーチの閉塞物に座礁したバージニア2と共に激しい放火にさらされたが、北軍の砲弾はその角度のために砲郭の装甲を滑り、損害は無かった。しかしCSS ドルーリー（CSS Drewry）は弾薬庫が爆発して沈没、その際にリッチモンドの横にいたCSS スコーピオン（CSS Scorpion）は無装甲であったため大きな損害を受けた。南軍装甲艦の艦隊はチャフィン・ブラフの自軍砲台の援護下に数週間撤退した。しかし、リッチモンドは南軍の首都からの撤退に先立ち、艦隊司令のラファエル・セムス（Raphael Semmes）少将の命令により破壊された。

## 艦長
The commanders of the CSS Richmond were:
- Robert B. Pegram中佐（1862年10月-1864年5月)
- William Harwar Parker中佐（May-June 1864年5月-6月）
- John S. Maury大尉（1864年7月-10月26日）
- William A. Webb中佐（1864年10月-11月)
- John McIntosh Kell中佐（1864年12月30日-1865年2月)
- Hamilton Henderson Dalton大尉（1865年2月）
- J.A. Peters士官候補生（艦長代理、1865年2月中)

## 参考資料
- Silverstone, Paul H. (2006). Civil War Navies 1855–1883. The U.S. Navy Warship Series. New York: Routledge. ISBN 0-415-97870-X
- Still, William N., Jr. (1985). Iron Afloat: The Story of the Confederate Armorclads (Reprint of the 1971 ed.). Columbia, South Carolina: University of South Carolina Press. ISBN 0-87249-454-3
- この記事はアメリカ合衆国政府の著作物であるDictionary of American Naval Fighting Shipsに由来する文章を含んでいます。